# (5098) Tomsolomon
(5098) Tomsolomon – planetoida z pasa głównego asteroid okrążająca Słońce w ciągu 4 lat i 46 dni w średniej odległości 2,57 au. Odkrył ją Henri Debehogne 14 lutego 1985 roku w Obserwatorium La Silla. Nazwa planetoidy pochodzi od Toma Solomona (ur. 1962) – profesora na Wydziale Fizyki i Astronomii Bucknell University. Przed nadaniem nazwy planetoida nosiła oznaczenie tymczasowe (5098) 1985 CH2.